# محمود عبد الصمد (قرية)
قرية محمود عبد الصمد هي إحدى القرى التابعة لمركز منشأة القناطر في محافظة الجيزة في جمهورية مصر العربية. حسب إحصاءات سنة 2006، بلغ إجمالي السكان في محمود عبد الصمد 8005 نسمة، منهم 4109 رجل و3896 امرأة.